# Doliomalus cimicoides
Genre
Espèce
Synonymes
- Delena cimicoides Nicolet, 1849

Doliomalus cimicoides, unique représentant du genre Doliomalus, est une espèce d'araignées aranéomorphes de la famille des Trochanteriidae.

## Distribution
Cette espèce est endémique du Chili. Elle se rencontre de la région de Valparaiso à la région d'Araucanie.

## Description
Le mâle décrit par Platnick en 1984 mesure 5,15 mm.

## Publication originale
- Nicolet, 1849 : Aracnidos. Historia física y política de Chile. Zoología, vol. 3, p. 319-543.
- Simon, 1897 : Histoire naturelle des araignées. Paris, vol. 2, p. 1-192 (texte intégral).